# 三忠于四无限

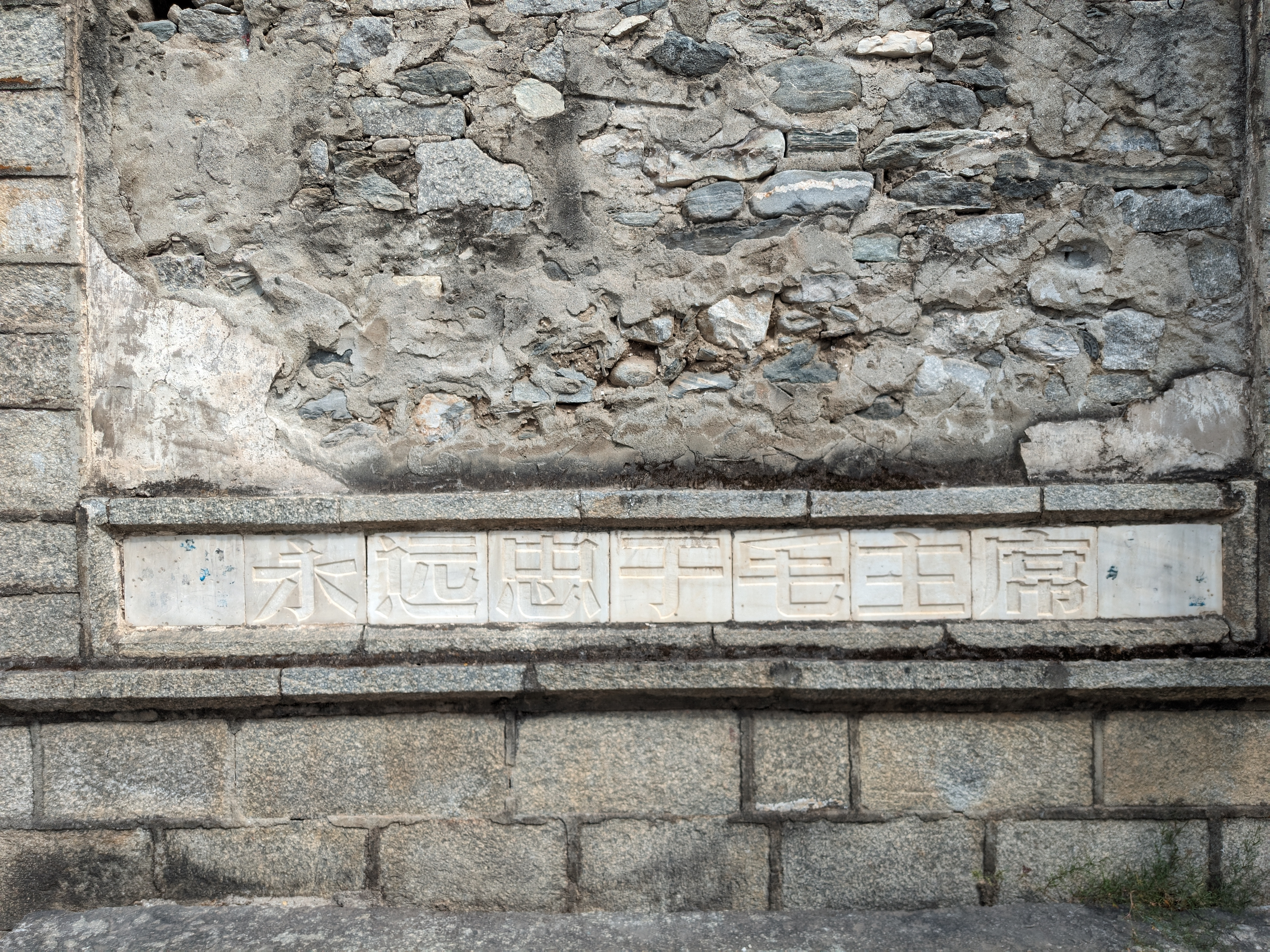
云南大理的一块照壁上刻有“永远忠于毛主席”

三忠于四无限是文化大革命初期中国的政治术语，强调对毛泽东的个人崇拜和对其思想的忠诚。“三忠于四无限”在文革结束后遭到官方批判。
「三忠於」是當年重要日常活動之一。「1968年各地“三忠于”活动（忠于毛主席、忠于毛泽东思想、忠于毛主席的革命路线）形成高潮，广泛开展唱样板戏，跳忠字舞和『早请示、晚汇报』」。

## 历史
1966年10月31日，《解放军报》发表社论《一心为公的共产主义战士》，纪念为抢救红卫兵专车而献身的解放军战士蔡永祥。11月17日，解放军总政治部专门发出通知，号召全军干部、战士和广大民兵学习蔡永祥“永远忠于毛主席，永远忠于毛泽东思想”。1968年3月24日，林彪《在接见军队干部会议上的重要讲话》中加了“永远忠于毛主席的革命路线”，形成“三忠于”。
1967年12月4日《人民日报》、《解放军报》联合发表社论《学习毛泽东思想要学用结合，立竿见影》，其中提出要“无限热爱，无限信仰，无限崇拜，无限忠诚”。此后，这“四个无限”成为一个固定语。
1967年林彪为“五一”题词：“伟大的导师、伟大的领袖、伟大的统帅、伟大的舵手毛主席万岁！万岁！万万岁！”此后许多人、书刊说林彪的题词集中地表达了他对毛主席、毛泽东思想和毛主席革命路线的“无限热爱，无限信仰，无限崇拜，无限忠诚”。于是1968年后，各省开始开展“三忠于四无限”运动，伴随着“天天读”、“早请示晚汇报”、“像章热”、“忠字舞”。
1971年11月，毛泽东批评说：“三忠于，我就不懂。你们开会讨论一下，把不适当的名词、形容词废掉，不要搞了。”

## 内容
三忠于，指的是：
- 忠于毛主席
- 忠于毛泽东思想
- 忠于毛主席的无产阶级革命路线

四无限即是对毛主席、毛泽东思想、毛主席的无产阶级革命路线：
- 无限崇拜
- 无限热爱
- 无限信仰
- 无限忠诚